# خوان کروز (بازیکن فوتبال، زاده ۱۹۹۲)
خوان کروز (انگلیسی: Juan Cruz؛ زادهٔ ۲۸ ژوئیهٔ ۱۹۹۲) بازیکن فوتبال اهل اسپانیا است.
از باشگاه‌هایی که در آن بازی کرده‌است می‌توان به باشگاه فوتبال الچه، باشگاه فوتبال بولونیا، و باشگاه فوتبال پیستویزه اشاره کرد.